# Lagerstroemia langkawiensis
Lagerstroemia langkawiensis är en fackelblomsväxtart som beskrevs av Caetano Xavier Furtado och Montien. Lagerstroemia langkawiensis ingår i släktet Lagerstroemia och familjen fackelblomsväxter. Inga underarter finns listade i Catalogue of Life.